# Château fort de Sponheim
Le château fort de Sponheim, à l'origine appelé Spanheim, est la ruine d'un château médiéval en éperon situé au bord du Hunsrück dans le Ortsgemeinde de Burgsponheim dans l'arrondissement de Bad Kreuznach en Rhénanie-Palatinat.

## Situation géographique
Le château est situé à 245 m d'altitude sur un éperon de montagne de 250 mètres de long, qui est entouré au sud et à l'est par le ruisseau d'Ellerbach. Les ruines du château d'aujourd'hui sont soutenues par la pointe de l'éperon d'environ 130 mètres de long.

## Histoire
Le château fort a été mentionné pour la première fois en 1127 dans deux documents. À l'époque il appartenait à Meginhard von Sponheim, qui était le premier s'appelant le comte de Sponheim. Les descendants devinrent ainsi comtes de Sponheim par héritage.
Au XIIIe siècle, le château perd son importance de siège ancestral et devient le siège des ministériels comtaux.
L'existence d'une chapelle castrale est attestée par une lettre d'indulgence de l'an 1300.
Après la disparition de la famille Sponheim, la propriété revint aux Margraves de Bade et aux Comtes de Veldenz respectivement de Palatinat-Deux-Ponts en 1437. Une occupation du château par Ambrogio Spinola pendant la Guerre de Trente Ans pourrait avoir entraîné sa destruction.

## Description
Entouré d'un mur d'enceinte, le château se composait d'un palas, d'une tour de guet ronde, d'un puissant Bergfried carré, avec une salle privée, des fenêtres élaborées et une cheminée. La tour de guet de 22 mètres de haut est construite avec des pierres de taille à bosse et date approximativement de la fin du XIIe siècle. La tour d'observation peut être escaladée et offre une belle vue sur Burgsponheim depuis sa plate-forme. D'autres tours avec des pierres de taille bossues ne se trouvent qu'au sud de la Nahe.

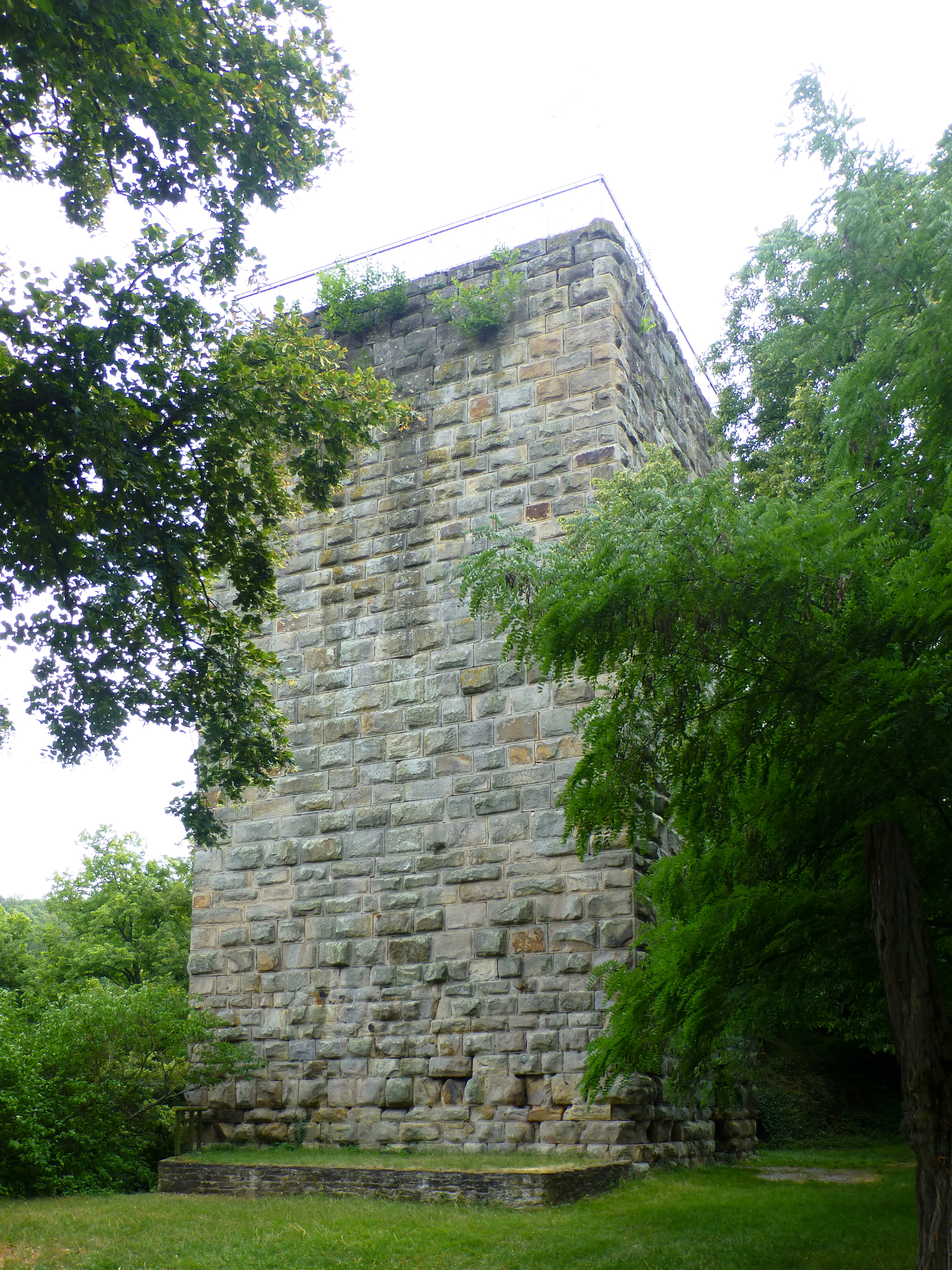
Maison-tour
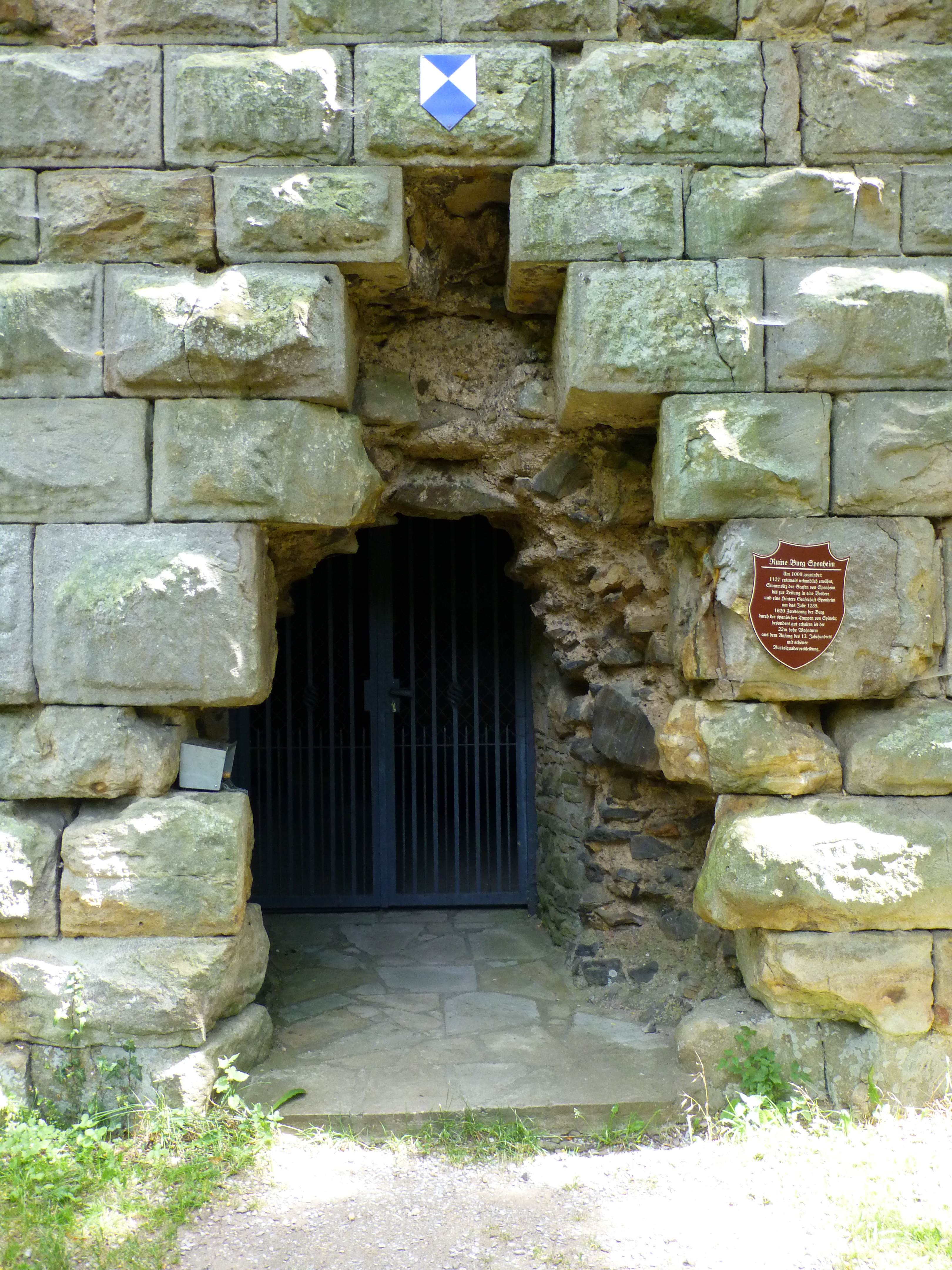
Entrée maison-tour
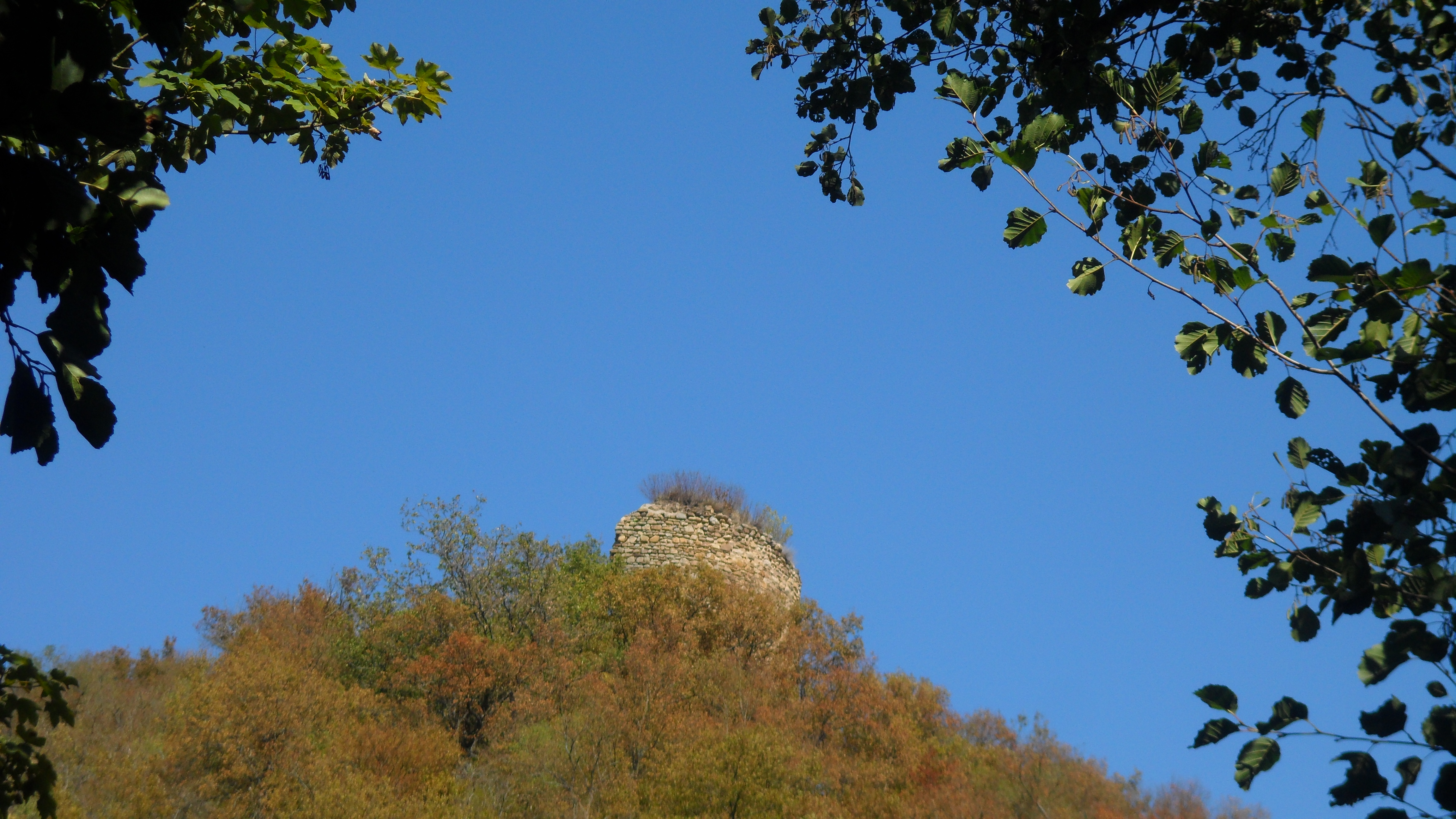
Vue de la vallée

## Litérature
- Alexander Thon, Stefan Ulrich, Achim Wendt : „… wo trotzig noch ein mächtiger Thurm herabschaut“ – Burgen im Hunsrück und an der Nahe. Verlag Schnell und Steiner, Regensburg, 2013,  (ISBN 978-3-7954-2493-0), p. 138–143.
- Stefan Köhl : Burg Sponheim. In : Burgen und Schlösser, 1992/I, p. 6–19.

## Liens extérieurs
- Ebidat 152
- Burgruine Sponheim auf der Seite burgenwelt.de